# Molekularni oblak
Molekulárni oblák je oblika medzvezdnih oblakov, katerih velikost in gostota dovoljujeta tvorbo molekul, najpogosteje vodikovih (H2). V tem se močno razlikujejo od drugih vrst medzvezdne snovi, ki jih večinoma sestavlja ioniziran plin. V njih poteka rojevanje zvezd.
Molekularni vodik je težko zaznati z opazovanji v radijskem ali infrardečem delu spektra, zato za določanje prisotnosti H2 pogosto uporabljajo ogljikov monoksid (CO). Razmerje med svetlostjo ogljikovega monoksida in maso vodika naj bi bilo konstantno, čeprav zaradi opazovanj v drugih galaksijah obstajajo dvomi o tem.

## Pojavljanje
V Rimski cesti molekularni plin predstavlja manj kot en odstotek medzvezdne snovi, vendar je njen najgostejši del in predstavlja okoli polovico njene mase. Večina molekularnega plina se nahaja med 11 000 in 24 000 svetlobnih let proč od središča galaksije. Kartiranje koncentracij ogljikovega monoksida je pokazalo, da se lega molekularnega plina sovpada s spiralnimi kraki galaksije. To nakazuje, da morajo molekularni oblaki nastati in razpasti v času, krajšem od 10 milijonov let, kolikor je potrebno, da snov preide skozi regijo krakov.
Takšna je razporeditev molekularnega plina na velikih razdaljah; na manjših je močno nepravilna. Večinoma se nahaja v ločenih oblakih in kompleksih molekularnih oblakov.

## Oblike molekularnih oblakov

### Orjaški molekularni oblaki (GMC-ji)
Ogromni skupki molekularnega plina z maso okoli 103-107 Sončevih so imenovani orjaški molekularni oblaki (z angleško kratico GMC-Giant molecular cloud). Orjaški molekularni oblaki imajo premer ≈15-600 svetlobnih let. Medtem ko je povprečna gostota v Sončevi okolici en delec na cm3, je v GMC-ju sto do tisočkrat večja. Sicer je Sonce veliko gostejše od njh, vendar imajo GMC-ji veliko večjo prostornino in vsebujejo veliko več snovi od njega. Njihova notranja zgradba je kompleksen vzorec vlaken, mehurjev in nepravilnih skupkov.
Najgostejši deli orjaških molekularnih oblakov so imenovani molekularna jedra, najgostejša molekularna jedra pa gosta molekularna jedra in imajo gostoto 104-106 delcev na cm3. V molekularnih jedrih so sledi ogljikovega monoksida, v gostih molekularnih jedrih pa sledi amonijaka. Koncentracije prahu v molekularnih jedrih so običajno dovolj velike, da blokirajo svetlobo zvezd v ozadju, tako da se molekularna jedra pojavijo kot silhute na zvezdnem nebu, temne meglice.

### Majhni molekularni oblaki
Glavni članek tega podpoglavja je Bokova krogla
Izolirani gravitacijsko vezani majhni molekularni oblaki z maso manjšo kot nekaj sto Sončevih mas so imenovani Bokove krogle. Najgostejši deli teh molekularnih oblakov so ekvivalentni molekularnim jedrom v GMC-jih in so pogosto zajeti v istih študijah.

### Infrardeči cirusi
Glavni članek tega podpoglavja je Infrardeči cirus
Leta 1984 je IRAS odkril novo obliko molekularnega oblaka. Ti oblaki imajo običajno gostoto 30 delcev na kubični centimeter.

## Procesi, ki potekajo v molekularnih oblakih

### Rojevanje zvezd
Rojevanje zvezd se pojavlja izključno v molekularnih oblakih. Posledica nizkih temperatur in visokih gostot je gravitacijski kolaps plina. Ko se ta vedno bolj krči, se tudi segreva. Ko začne potekati zlivanje jeder, nastane zvezda.